# ハインリヒ・ホフマン (作曲家)
ハインリヒ・カール・ヨハン・ホフマン（Heinrich Karl Johann Hofmann, 1842年1月13日 - 1902年7月16日）は、ドイツの作曲家、ピアニスト。

## 生涯
ハインリヒ・ホフマンはプロイセン王国のベルリンに生まれた。1852年からはテオドール・クラク、エドゥアルト・グレル、ジークフリート・デーン、リヒャルト・ヴュルストらの下で研鑽を積む。彼はまず、ピアニスト、教育者としてキャリアを開始した。作曲家としては広く知られるようになったのは、1873年の「管弦楽のためのハンガリー組曲」であった。翌年に発表したフリチオフのサガ（Friðþjófs saga hins frœkna）に基づく「フリチオフ交響曲 Frithjof Symphony」は、19世紀後半のドイツで最も演奏された管弦楽曲のひとつとなった。彼の作曲様式は古典的で、メンデルスゾーンやシューマンの名残を感じさせるものである。彼は1870年代から1880年代には最も演奏回数の多い作曲家であったが、生前から既に彼の作品はほとんど忘れられていた。今日に至るまで、彼の作品目録には散逸したままのピアノ曲がある。
ホフマンは1869年の「Cartouche」を皮切りにオペラの分野にも進出しており、管弦楽曲と同様に成功を収めた。次なる作品は1877年にドレスデンで初演されハンブルクとベルリンでも上演された「Armin」であり、さらに1878年にハンブルクで初演、1886年にベルリンで上演の叙情オペラ「Ännchen von Tharau」（フェリックス・ダーンの台本）と続く。叙情オペラでは1882年にハンブルクで初演の「Wilhelm von Oranien」、1886年にベルリンで初演の「Donna Diana」も発表している。
さらに、混声合唱とピアニーノのためのワルツ「Das Märchen von der schönen Melusine und Minnespiel 」など、ホフマンの歌曲、合唱曲はアメリカにも進出していた。室内楽曲にも力を入れると同時に4手のためのピアノ曲も好んだ彼は、「Italienische Liebesnovelle」、「Ländler」、「Liebesfrühling」、「新ハンガリー舞曲 Neue ungarische Tänze」、「Am Rhein」などの作品を発表している。
ホフマンは1882年にプロイセン芸術アカデミーの教員となり、1898年には市政府の役員に任用された。彼が当時成功を収めたこと、また今日忘れられていることの原因は、個性を強く出さない堅牢な作曲技法にあると思われる。これが当時の聴衆の期待には沿ったものであったが、後の世の聴衆には革新的な部分がないと捉えられるのである。彼の舞台作品だけは、ドイツ語によるオペラの発展に寄与したといえる。

## 作品

### ピアノ独奏曲
- 余韻 第1集 Op. 34
- 余韻 第2集 Op. 37
- スケッチ集 Op. 77
  1. いたずら者
  2. エレジー
  3. レントラー
  4. 誕生日の行進曲
  5. メロディ
  6. 踊りの歌
  7. スケルツォ
  8. フモレスケ
  9. お眠りなさい
  10. 初めに
  11. 羊飼いのライゲン
  12. 湖上にて
  13. 学生歌
  14. ガヴォット
  15. 森の小鳥
  16. 子守歌
  17. エルフ
  18. 狩りへ
  19. 郷愁
  20. パレード行進曲
- 情景画集 Op. 88
  1. ガヴォット
  2. 夕べに
  3. ノットゥルノ
  4. ハンガリー風
  5. 踊りの歌
  6. エレジー
  7. 愛の歌
  8. 波の戯れ
  9. バラード
  10. 即興曲
  11. 騎手の行進曲